# Boxgrove
Boxgrove è un villaggio ed una parrocchia civile del distretto inglese di Chichester, che fa parte della contea del West Sussex. Si trova a circa cinque chilometri a nord-est di Chichester.
Boxgrove è il più noto sito archeologico risalente al Paleolitico inferiore scoperto in una cava di ghiaia nei pressi del villaggio. Alcuni reperti risalgono a 500.000 anni fa. La zona fu poi usata dai primi abitanti delle Isole britanniche. Vi sono anche stati rinvenuti resti dell'Homo heidelbergensis.